# Castrol
Castrol — производитель смазочных материалов. К ним относятся моторные масла, трансмиссионные масла и другие специальные продукты. Бренд Castrol принадлежит группе компаний BP. Главный офис находится в местечке Панборн (англ. Pangbourne), графство Беркшир, Великобритания. Главой Castrol (по совместительству — первым вице-президентом BP по смазочным материалам) является Майк Джонсон. В Castrol (включая заводы и исследовательские лаборатории) работают более 12 000 человек в 130 странах мира.

## История
В феврале 1899 Чарльз Чирс Уэйкфилд покинул Vacuum Oil Company из-за разногласий, связанных с управлением в сфере смазочных масел для железных дорог, и стал конкурентом своей бывшей компании.
Уэйкфилд снял три маленькие комнаты на третьем этаже Кэннон-стрит в центре Лондона и 19 марта 1899 фирма C.C.Wakefield & Co впервые открыла свои двери для клиентов.
В 1909 году C.C.Wakefield & Co начала производство нового автомобильного моторного масла под названием «Castrol» (сокращение от одного из ингредиентов, касторового масла, англ. «castor oil»). Компания разрабатывала смазочные материалы для применения в двигателях внутреннего сгорания для автомобилей, мотоциклов и самолётов. Первоначально существовали 3 вида масел: CW для автомобилей, C для мотоциклов и R для самолётов и двигателей гоночных автомобилей.
В 1966 году Castrol был приобретен британской компанией Burmah, которая была переименована в Burmah-Castrol. В свою очередь Burmah-Castrol была приобретена компанией BP Amoco plc в 2000 году (теперь компания носит название BP plc). Смазочные материалы под маркой Castrol продолжили продаваться по всему миру и во многих странах стали лидерами рынка.

## Продукция
Линейка продукции Castrol включает смазочные материалы практически для всех видов автомобилей, коммерческой техники и промышленного применения.
Продукцией Castrol являются масла:
- Для легковых автомобилей : EDGE, Magnatec, GTX, а также существует линейка масел профессионального назначения для дилерских станций EDGE Professional
- Для мотоциклов: Power 1 и Act>evo. С 2016 года объединены под брендом Castrol Power 1
- Для грузового транспорта: Elixion, Enduron, Tection, Vecton
- Трансмиссионные масла и спецжидкости.

## Спонсорство

### Авто- и мотоспорт
Чаще всего бренд Castrol спонсирует команды, выступающие в различных авто- и мотоспортивных соревнованиях (как правило, в качестве технического партнёра). В настоящее время к этим сериям относятся Чемпионат мира по ралли (Ford Abu Dhabi, Mini, M-Sport Stobart Ford, Monster World Rally Team, Team Abu Dhabi), WTCC (SR Customer Racing, Volvo Polestar), Dakar Series (Ралли-рейды «Дакар» и «Шелковый Путь» — «КАМАЗ-мастер», Volkswagen), IRC (Skoda Motorsport), ETRC (Team Allgäuer), MotoGP (San Carlo Honda Gresini), World Superbikes (Castrol Honda), дрэг-рейсинг (John Force Racing), V8 Supercars (Rod Nash Racing, Ford Performance Racing), ALMS (BMW Team RLL) и «24 часа Ле-Мана» (Audi Sport). Ранее Castrol также являлся спонсором команд в DTM (Audi Sport Team Abt Sportsline, Audi Sport Team Rosberg, Audi Sport Team Phoenix) и в Формуле-1.
Компания Castrol сотрудничала с Формулой-1 много лет, наиболее заметно в сезоне 1993 года, в роли титульного спонсора команды Lotus. До этого Castrol производил смазочные материалы для целого ряда других команд, включая Jaguar, McLaren, Brabham и Walter Wolf Racing.
С 1996 по 2006 год Castrol выступал в роли технического партнёра и спонсора команды Williams F1. Это партнерство принесло обеим сторонам титул чемпиона Формулы-1 в 1997 году и 17 побед.
До 2003 года Castrol поддерживал команду Toyota в WRC. После этого поддержку компании BP и смазочных материалов Castrol получила заводская команда Ford. Castrol также выступает в роли технического партнёра команды Mini, дебютировавшей в чемпионате мира по ралли в 2011 году.
На протяжении 1980-х годов компанией Castrol спонсировались старты Jaguar в гонке «24 часа Ле-Мана». С 2011 года в марафоне Castrol поддерживает команду Audi.
В январе 2010 года Castrol запустил аналитический инструмент Castrol Driver Rankings (ныне Castrol EDGE Rankings), сводный рейтинг пилотов более 40 автоспортивных серий.

### Рекорды скорости
С использованием смазочных материалов Castrol был установлен 21 рекорд скорости на земле. Последний и ныне действующий был датирован 15 октября 1997 года, когда боевой пилот королевских военно-воздушных сил, командир эскадрильи Энди Грин разогнал сверхзвуковой автомобиль Thrust SSC, разработанный Ричардом Ноблем, до 1228 км/ч.

### Футбол
В сезонах 1995-96 и 1996-97 Castrol спонсировал футбольный клуб Swindon Town, домашний стадион которого находится в нескольких километрах от штаб-квартиры Castrol. В первом сезоне их двухлетнего сотрудничества, Swindon стали чемпионами Второго дивизиона Футбольной Лиги (ныне — Первая Футбольная лига Англии).
Также Castrol спонсировал Чемпионат Европы по футболу 2008 и Чемпионат Мира по футболу 2010, а кроме того, стал спонсором Чемпионата Европы по футболу 2012.
Castrol разработал ряд футбольных аналитических инструментов: Castrol Index и Castrol Performance Index (ныне Castrol EDGE Performance), математическую систему оценки действий футболистов во время матчей, а также Castrol Rankings (ныне Castrol EDGE Rankings), ежемесячно обновляемый рейтинг футболистов пяти ведущих европейских футбольных лиг (Премьер-лига, Бундеслига, Серия А, Ла Лига, Лига 1), составляемый на основе оценок Castrol Index и Castrol EDGE Performance.
В 2011 году бренд Castrol EDGE стал официальным спонсором американской Национальной Футбольной Лиги (NFL).
С 2011 года Castrol сотрудничал с ассоциацией футбольных тренеров LMA. В рамках этого сотрудничества состоялся визит в Москву Стива Макларена.

## Послы бренда
В разные годы послами бренда Castrol являлись Арсен Венгер, Криштиану Роналду, Алан Ширер, Марсель Десайи, Гари Бейли, Ежи Дудек, Кафу.
С 2010 года Криштиану Роналду стал глобальным послом бренда Castrol. В ноябре 2011 года контракт с Криштиану Роналду был продлен ещё на два года.